# Wassili Wassiljewitsch Nikitin (Flugzeugkonstrukteur)
Wassili Wassiljewitsch Nikitin (russisch Василий Васильевич Никитин, wiss. Transliteration Vasilij Vasil’evič Nikitin; * 1901; † 1955) war ein sowjetischer Flugzeugkonstrukteur.

## Leben
Nikitin studierte eigentlich Architektur, brachte sich aber die Grundlagen des Fliegens selbst bei, als er 1922 zum Team von Dmitri Grigorowitsch stieß und für verschiedene Grundkonzepte von Flugzeugen und deren Beurteilung zuständig war.
1925 wechselte er zu Nikolai Polikarpow und arbeitete für ihn bis 1929, als er zum ZKB, dem zentralen Entwicklungsbüro wechselte, wo er bis 1936 blieb.
Ab 1933 entwickelte er eigene Flugzeugentwürfe, so zusammen mit Wladimir Schewtschenko die Nikitin-Schewtschenko IS-1, Nikitin-Schewtschenko IS-2 auch als I-220 bekannt und die Nikitin-Schewtschenko IS-4, alles Jagdflugzeuge mit einziehbarer unterer Tragfläche. Die Entwürfe waren Flugfähig, konnten sich aber gegen herkömmliche Entwürfe mit Auftriebshilfen nicht durchsetzen.
1939 bis 1940 arbeitete Nikitin im OKB-30 bei Moskau, bevor er 1941 Leiter von Seminaren zur Reparatur von Flugzeugen wurde. Am ZAGI beschäftigt er sich mit Windkanaluntersuchungen und der Aufarbeitung der entsprechenden Ergebnisse.
Nach dem Zweiten Weltkrieg ging er in das Konstruktionsbüro von Nikolai Kamow und wurde dort stellvertretender Generalingenieur.

## Flugzeugkonstruktionen/Projekte
- NW-1: Ein kleines einsitziges Sportflugzeug in Tiefdeckerausführung mit Tragflächenverstrebungen und leichtem Knickflügel.
- NW-2: Eine Weiterentwicklung der NW-1 als Übungsflugzeug mit veränderten Tragflächen ohne Verstrebungen zum Rumpf. Ebenfalls durch einen M-11 ausgerüstet aber mit einziehbarem Fahrwerk versehen wurde die Maschine 1935 erprobt.
- NW-2bis: Eine Weiterentwicklung mit Triebwerk MG-11.
- UTI-5 (NW-2bis/MG-31): Modifizierte Ausführung der bis-Variante mit stärkerem Triebwerk MG-31.
- UTI-6 (NW-6): Übungsflugzeug für den Kunstflug. War ein kleiner Doppeldecker, der im Auftrag der OSSOAWIACHIM im OKB-30 1939 gebaut wurde.
- NW-5 (U-5, NW-5bis, U-5LSch): Zweisitziges Schulflugzeug in Doppeldeckerausführung, ähnlich der Polikarpow U-2 (Po-2) aber etwas kleiner, mit geschlossener Kabine. 1937 wurde das Flugzeug mit dem Triebwerk MG-40 vom Konstrukteur M. A. Kolossow fertig. Es konnten aber nicht genügend Triebwerke dieses Typs zur Verfügung gestellt werden. So rüstete man 1938 dieses Flugzeug auf M-11F um (NW-5bis). Bis Mitte 1939 wurden 5 Maschinen mit M-11 bzw. mit einem M-11G gebaut und als U-5 bezeichnet. Eine von diesen Maschinen wurde mit einem MG SchKAS ausgestattet (rechte untere Tragfläche) und zusätzlich wurden unter beiden unteren Tragflächen Startvorrichtungen für je 4 Raketen vom Typ RS-82 angebracht (U-5LSch – leichtes Schlachtflugzeug).
- U-5bis: Es wurden 5 Flugzeuge mit Triebwerk M-11F bestellt und erfolgreich erprobt. Weitere 7 Maschinen sind gebaut und mit unterschiedlichen Triebwerken ausgestattet worden. Zur Serienproduktion kam es aufgrund des Zuschlags für Jakowlews UT-2 und Polikarpows U-2 nicht.
- U-5-MG-31F (LSch): Diese U-5-Variante wurde durch den Moskauer Militärbezirk bestellt und von dessen Frontwerkstatt 1942 hergestellt. Als Triebwerk wurde ein MG-31F verwendet. Der obere Flügel wurde der Polikarpow I-153 entliehen. Das Flugzeug erreichte eine Geschwindigkeit von 272 km/h und wurde vorwiegend als leichtes Stabsflugzeug verwendet.
- NW-4: Zweisitziges Doppeldecker-Seeflugzeug mit Mittelschwimmer, das Fahrwerk konnte ähnlich wie das der Grumman JF-1 seitlich in den unter dem Rumpf befindlichen Schwimmer eingefahren werden.
- MU-4: Zweisitziges kleines Flugboot mit Triebwerk M-11F, 2 Exemplare wurden gebaut, Projekt wurde aber zugunsten der Schawrow Sch-2 aufgegeben.
- Mu-5: MU-4 mit stärkerem Triebwerk MW-6 (Projekt)
- IS-1: (IS – Istrebitjel skladnoj) Doppeldecker-Jagdflugzeug, landete und startete als Doppeldecker, da die unteren Tragflügel zum Streckenflug seitlich eingefahren werden konnten. Im Winter 1940 erfolgte die Fertigstellung des ersten Prototyps mit Triebwerk M-63.
- IS-2: wie IS-1 aber mit stärkerem Triebwerk M-88 1941 fertiggestellt. Auch dieses Flugzeug ging nicht in Serienproduktion, da bereits zu diesem Zeitpunkt mehrere Jagdflugzeugtypen einfacherer Bauweise produziert wurden.

## Quelle
- Wilfried Kopenhagen: Lexikon Sowjetluftfahrt. Transpress, Berlin 1986, ISBN 3-344-00005-5.

| Personendaten    | Personendaten                                                       |
| ---------------- | ------------------------------------------------------------------- |
| NAME             | Nikitin, Wassili Wassiljewitsch                                     |
| ALTERNATIVNAMEN  | Nikitin, Vasilij Vasil’evič; Никитин, Василий Васильевич (russisch) |
| KURZBESCHREIBUNG | sowjetischer Flugzeugkonstrukteur                                   |
| GEBURTSDATUM     | 1901                                                                |
| STERBEDATUM      | 1955                                                                |